# Kirche von Griechenland

Die Flagge der Griechisch-orthodoxen Kirche mit dem kaiserlich-byzantinischen Doppeladler der Palaiologen

Die Kirche von Griechenland (griechisch Εκκλησία της Ελλάδος Ekklesia tes Ellados) ist ein Teil des orthodoxen Christentums in Griechenland. Deren Diözesen decken den größeren südlichen Teil des Landes ab; der Rest des Landes untersteht direkt dem Ökumenischen Patriarchat von Konstantinopel, welches auch Gemeinden außerhalb Griechenlands betreut.

## Geschichte

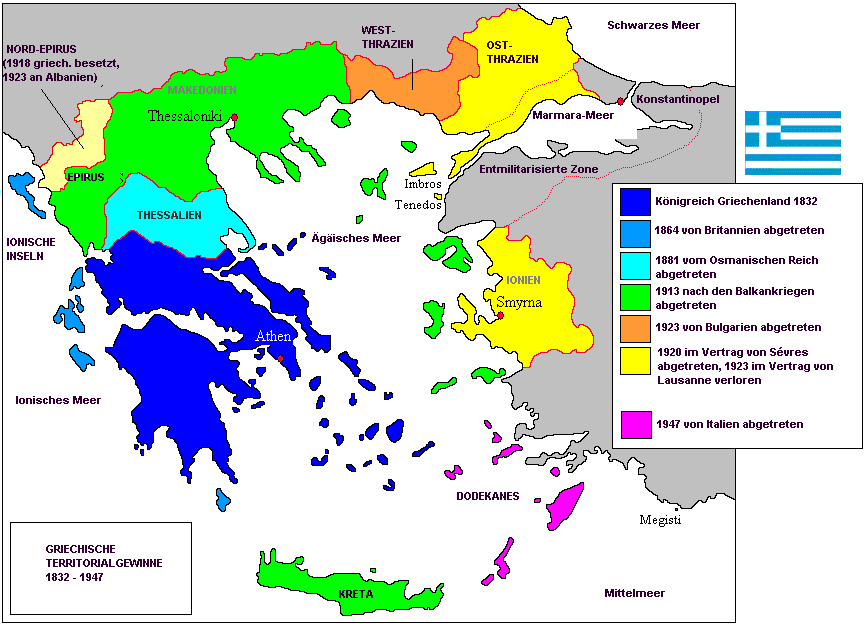
Territoriale Entwicklung des Staates Griechenland im 19./20. Jh.

Die Diözesen der heutigen Kirche von Griechenland unterstanden ursprünglich dem Ökumenischen Patriarchat von Konstantinopel. Nach Erlangung der staatlichen Unabhängigkeit Griechenlands vom osmanischen Reich erklärte sich die Kirche von Griechenland 1833 für autokephal. Ihre Autokephalie wurde 1850 vom Konstantinopler Patriarchat grundsätzlich anerkannt.

## Gebiet und Gliederung

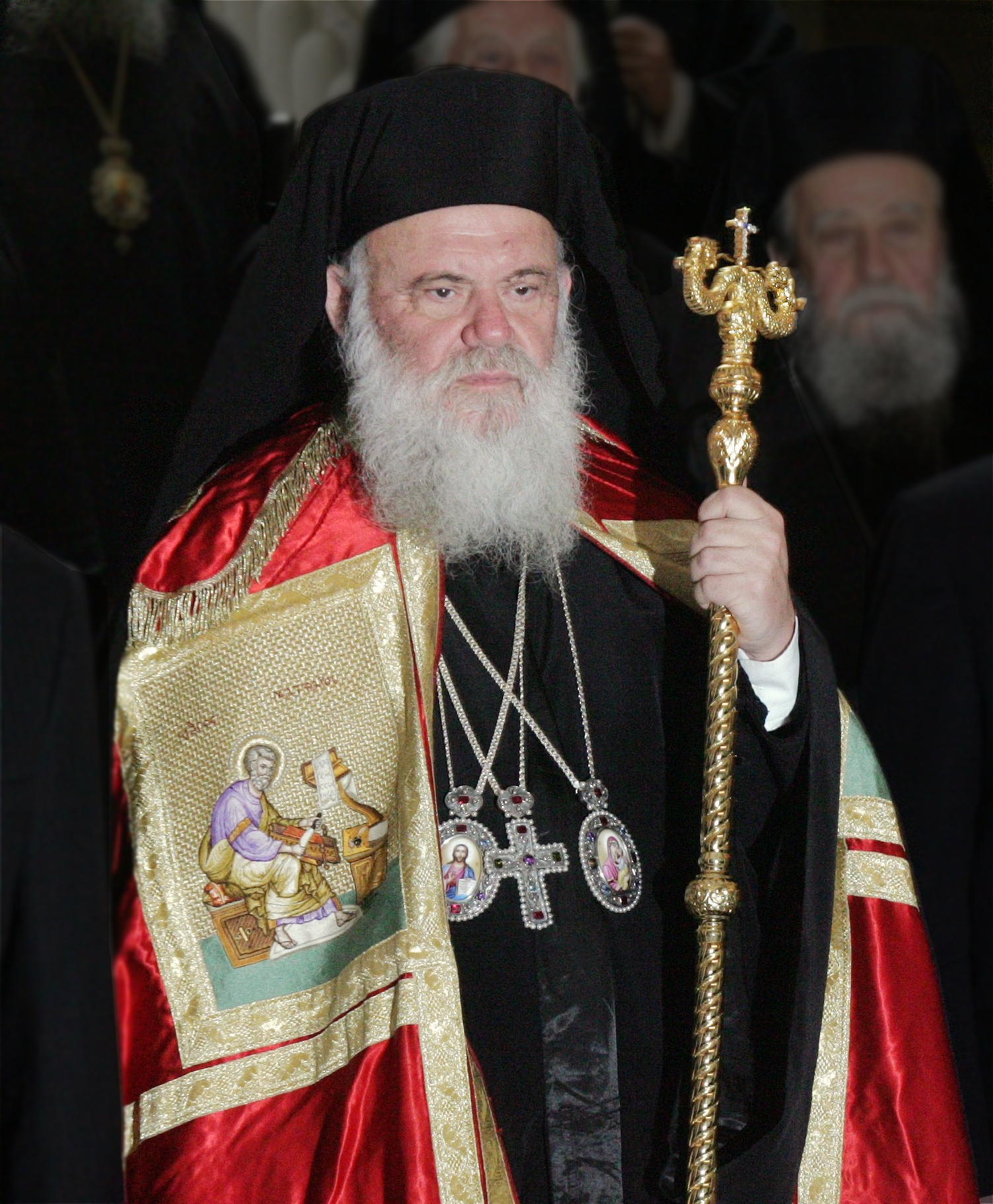
Erzbischof Hieronymus II. von Athen

Die Kirche von Griechenland gliedert sich heute in 77 Diözesen mit dem Erzbistum Athen an der Spitze. 
Der als Vorsteher der Kirche von Griechenland fungierende Erzbischof von Athen nennt sich seit 1923 Erzbischof von Athen und ganz Griechenland, seine Bischofskirche ist die Kathedrale Mariä Verkündigung in Athen. Nach dem Tod des Erzbischofs Christodoulos wurde am 7. Februar 2008 Hieronymus II. zum Erzbischof von Athen und Vorsitzenden der Bischofskonferenz der orthodoxen Kirchen Griechenlands gewählt. Der protokollarische  Rang des Erzbischofs von Athen entspricht einem Großerzbischof der katholischen Ostkirchen. Gewöhnliche Diözesanbischöfe der Kirche von Griechenland führen sämtlich den Titel eines Metropoliten. 
Das Territorium der Kirche von Griechenland umfasst den Staat Griechenland, allerdings mit verschiedenen Ausnahmen und Besonderheiten: Kreta, der Heilige Berg Athos und der Dodekanes sind bis heute direkt dem Ökumenischen Patriarchat unterstellt. Die sogenannten „Neuen Länder“, d. h. Nordgriechenland und die übrigen ägäischen Inseln, die erst im 20. Jahrhundert dem griechischen Staat einverleibt wurden, gehören nominell und spirituell ebenfalls zum Ökumenischen Patriarchat; daher werden in diesem Bereich der Patriarch (und nicht der Erzbischof von Athen) in der Liturgie kommemoriert und eigene liturgische Bücher benutzt. Die Verwaltung der nordgriechischen Diözesen wird jedoch heute durch die Kirche von Griechenland wahrgenommen.
Der Kirche von Griechenland gehören etwa 9 Millionen orthodoxe Christen an. Die orthodoxe Kirche ist der größte Grundbesitzer in Griechenland. 

## Finanzierung
Das Gehalt der Priester wird vom griechischen Staat gezahlt. 2012 erwog die griechische Regierung aufgrund der Finanzkrise, künftig nur noch die Hälfte des Gehaltes der Priester zu zahlen.